# La 25e Heure (émission de télévision)
Pour les articles homonymes, voir La 25e Heure.
La 25e Heure est une émission télévisée française de Valentine et Jacques Perrin diffusée la nuit de septembre 1991 à mars 2000 sur Antenne 2 puis France 2. Présentée par Jacques Perrin dans un décor studio évoquant l'univers cinématographique, elle était consacrée aux œuvres audiovisuelles ou cinématographiques, courts et moyens métrages, documentaires et parfois fictions.
L'émission fut récompensée par un 7 d'or de la Meilleure émission culturelle en 1997.
L'émission diffuse la 12e Nuit des publivores le 24 mars 1992 de minuit à 4 h 30 du matin.